# Perdita modestissima
Perdita modestissima är en biart som beskrevs av Timberlake 1968. Perdita modestissima ingår i släktet Perdita och familjen grävbin. Inga underarter finns listade i Catalogue of Life.